# Varanus caerulivirens
Espèce
Statut CITES
Le Varan à reflets bleus, Varanus caerulivirens, est une espèce de sauriens de la famille des Varanidae.

## Répartition
Cette espèce est endémique des Moluques en Indonésie. Elle se rencontre sur les îles d'Halmahera, de Bacan et de Morotai.

## Publication originale
- Ziegler, Böhme & Philipp, 1999 : Varanus caerulivirens sp. n., a new monitor lizard of the V. indicus group from Halmahera, Moluccas, Indonesia (Squamata: Sauria: Varanidae). Herpetozoa, vol. 12, n. 1/2, p. 45-56.